# Gynoxys perbracteata
Gynoxys perbracteata là một loài thực vật có hoa trong họ Cúc. Loài này được Cuatrec. mô tả khoa học đầu tiên.